# Bukowinaer Lokalbahnen
A Bukowinaer Lokalbahnen (BLB) egy helyiérdekű vasúttársaság (HÉV) volt az Osztrák-Magyar Monarchiában, Bukovinában.
A társaság 1886. június 12-én jött létre a Localbahn Czernowitz-Nowosielitza melyre 1883 június 5-én Alexander Freiherrn von Petrinó, Heinrich Popper, Nikolaus Freiherr von Mustatza, Dr. Stefan Stephanowitz és Dr. Johann Zotta koncessziót kaptak és a hatósági engedély kiadása után 1883 júliusában az alapító okirat végleges változatának közgyűlés elé terjesztésével mint részvénytársaság megalakult. Ez a jogelőd részvénytársaság mint Helyi érdekű Vasúttársaság működött 1880. május 25-től 1882. december 26-án törvény által megerősítve. 1884. július 12-én megteremtette ezen a vonalon az összeköttetést Nowosielitza-el a Russische Südwestbahnen (Strecke Nowoseliza-Larga-Okniza-Belzy) szakaszával.

## Az alábbi vonalak voltak kezelésében
- Lokalbahn Czernowitz–Nowosielitza (Megnyitva: 1884. július 12. - Vonalhossz: 30,831 km), ez 1894. január 1-jén[5] államosítva lett
- Lokalbahn Hliboka–Berhometh am Sereth (ma Hlyboka–Berehomet) mit Zweigbahn Karapcziu–Czudin (Megnyitva: 1886. november 30. - Vonalhossz: 52,924 km + 18,710 km)
  - Schleppbahn Berhometh am Sereth–Meżybrody–Lopuszna (Megnyitva: 1909. november 15. - Vonalhossz: 14,621 km)
- Lokalbahn Hatna–Dorna Watra
  - Vonalszakasz Hatna–Kimpolung (Megnyitva: 1888. május 1. - Vonalhossz: 66,866 km)
  - Vonalszakasz Kimpolung–Valeputna (Megnyitva: 1901. január 9. - Vonalhossz: 18,984 km)
  - Vonalszakasz Valeputna–Jakobeny–Dorna Watra (Megnyitva: 1902. október 29. - Vonalhossz: 22,971 km)
  - Leágazás Pożoritta–Louisenthal/Fundul Moldowi (Megnyitva: 1906. augusztus 25. - Vonalhossz: 6,246 km)
- Lokalbahn Hadikfalva–Radautz (heute Dornești–Rădăuți; Megnyitva: 1889. november 17., Vonalhossz: 8,140 km), ezt a vonalat 1898. július 1-jén a Neue Bukowinaer Lokalbahn-Gesellschaft megvette
- Schleppbahn Wama–Russisch Moldawitza (Megnyitva: 1889. augusztus 15. - Vonalhossz: 20,059 km)
- Keskenynyomtávú Lokalbahn Czudin–Koszczuja (ma Tschudej–Koschtschuha) (Megnyitva: 1908. október 15. - Vonalhossz: 22,554 km)

A Câmpulung-Dorna Watra vonal csak 1899. október 23-án kapott engedélyt, a Lokalbahn Czudin-Koszczuja csak 1907 január 18-án illetve 1911 január 16-án.
A Társaság nem rendelkezett elegendő forrással a vonalak üzemeltetéséhez, ezért 1889 július 1-jétől a Lemberg-Czernowitz-Jassy Eisenbahn üzemeltette azokat addig, amíg a k.k. österreichische Staatsbahnen át nem vette az államosítással azokat.
A BLB az első világháború végéig létezett, amely után a társaság vonalait felosztották, mivel Bukovina egy része ekkor (Nagy)Romániához került és vele a pálya egy része a Román Államvasutak (CFR) birtokába.

## Járművek
- 25 mozdony  6 szerkocsival
  - BLB 015
  - BLB 012–014
  - BLB 020–021
- 11 személyvagon
- 3 szolgálati vagon
- 107 tehervagon
- 12 vontató

## Lásd még
- Tscherniwzi–Suceava-vasútvonal
- Hlyboka–Berehomet-vasútvonal
- Vama–Moldovița-vasútvonal

## Fordítás
- Ez a szócikk részben vagy egészben  a   Bukowinaer Lokalbahnen című német Wikipédia-szócikk fordításán alapul.  Az eredeti cikk szerkesztőit annak laptörténete sorolja fel. Ez a jelzés csupán a megfogalmazás eredetét és a szerzői jogokat jelzi, nem szolgál a cikkben szereplő információk forrásmegjelöléseként. - Az eredeti szócikk forrásai szintén ott találhatóak.